# Evaňská rokle
Evaňská rokle je přírodní památka na východním okraji obce Evaň v okrese Litoměřice. Chráněné území s rozlohou 16,472 ha bylo vyhlášeno 15. května 2012. Přírodní památka je v péči Krajského úřadu Ústeckého kraje.

## Předmět ochrany
Důvodem vyhlášení přírodní památky je přítomnost polopřirozených suchých trávníků a facií křovin na vápnitém podloží, dubohabřiny s význačným výskytem vzácných druhů rostlin, hub a živočichů.

### Flóra
Z rostlin se jedná například o střevíčník pantoflíček (Cypripedium calceolus), pupavu bezlodyžnou prodlouženou (Carlina acaulis subsp. caulescens) nebo podkovku chocholatou (Hippocrepis comosa). Z chráněných druhů hub zde roste pavučinec nancyský (Cortinarius nanceiensis), chřapáč chlupatý (Helvella fibrosa) a šťavnatka dvoubarvá (Hygrophorus persoonii).

### Fauna
Na lokalitě se vyskytují motýli třásněnka žlutočervená (Hypercallia citrinalis) a travařka stepní (Oria musculosa), pokud jde o ptáky, žije zde např. krutihlav obecný (Jynx torquilla) a strnad luční (Emberiza calandra).
Přírodní památka leží na hranici přírodního parku Dolní Poohří.